# Estnischsprachige Wikipedia
Die estnischsprachige Wikipedia (estnisch Eestikeelne Vikipeedia) ist die estnische Sprachversion der freien Online-Enzyklopädie Wikipedia. Sie wurde am 24. August 2002 begründet und erreichte im August 2011 die Marke von 100.000 Artikeln. Im August 2019 erreichte sie 200.000 Artikel.
Der erste Artikelwettbewerb fand im Frühjahr 2009 und der erste Fotowettbewerb im Sommer 2010 statt. Seitdem sind solche Wettbewerbe in der estnischen Wikipedia üblich. Das erste Treffen der estnischen Wikipedianer fand 2007 statt.

## Statistiken
Vom Monat August 2012 an hatte die estnische Wikipedia mit über 100.000 Artikeln die drittgrößte Anzahl von Artikeln pro Sprecher unter allen Sprachversionen und belegte insgesamt den 10. Platz. Die estnische Wikipedia ist die 41. Version, die die Zahl von 100.000 Artikeln erreichte, und die dritte Version in uralischer Sprache nach der finnischen und  der ungarischen Wikipedia. Seit August 2012 macht die Anzahl der Artikel in der estnischen Wikipedia ungefähr 23 Prozent aller Artikel aus, die in einer finno-ugrischen Sprache verfasst wurden. Damit ist sie nach der finnischen Wikipedia die zweitgrößte Sprachversion in dieser Sprachfamilie.
Die estnische Wikipedia hat einen relativ hohen Prozentsatz an Administratoren pro regelmäßig aktivem Benutzer (über 9 Prozent) im Vergleich zur finnischen Wikipedia, wo nur 2,5 Prozent der aktiven Benutzer Administratoren sind. Seit September 2020 hat die estnische Wikipedia  512 aktive Benutzer und 34 Administratoren.
Die überwiegende Mehrheit der Bearbeitungen stammt aus Estland, während eine Minderheit der Beiträge aus nordeuropäischen Nachbarländern stammt, aus denen der größte Teil des verbleibenden Anteils der Bearbeiter stammt.
| Artikelanzahl | Datum           |
| ------------- | --------------- |
| 000.100       | Dezember 2002   |
| 000.500       | September 2003  |
| 001.000       | Oktober 2003    |
| 005.000       | Juli 2004       |
| 010.000       | 15. Mai 2005    |
| 050.000       | 4. Juni 2008    |
| 100.000       | 25. August 2012 |
| 200.000       | 12. August 2019 |
| 250.000       | 1. Januar 2025  |

Bildergalerie
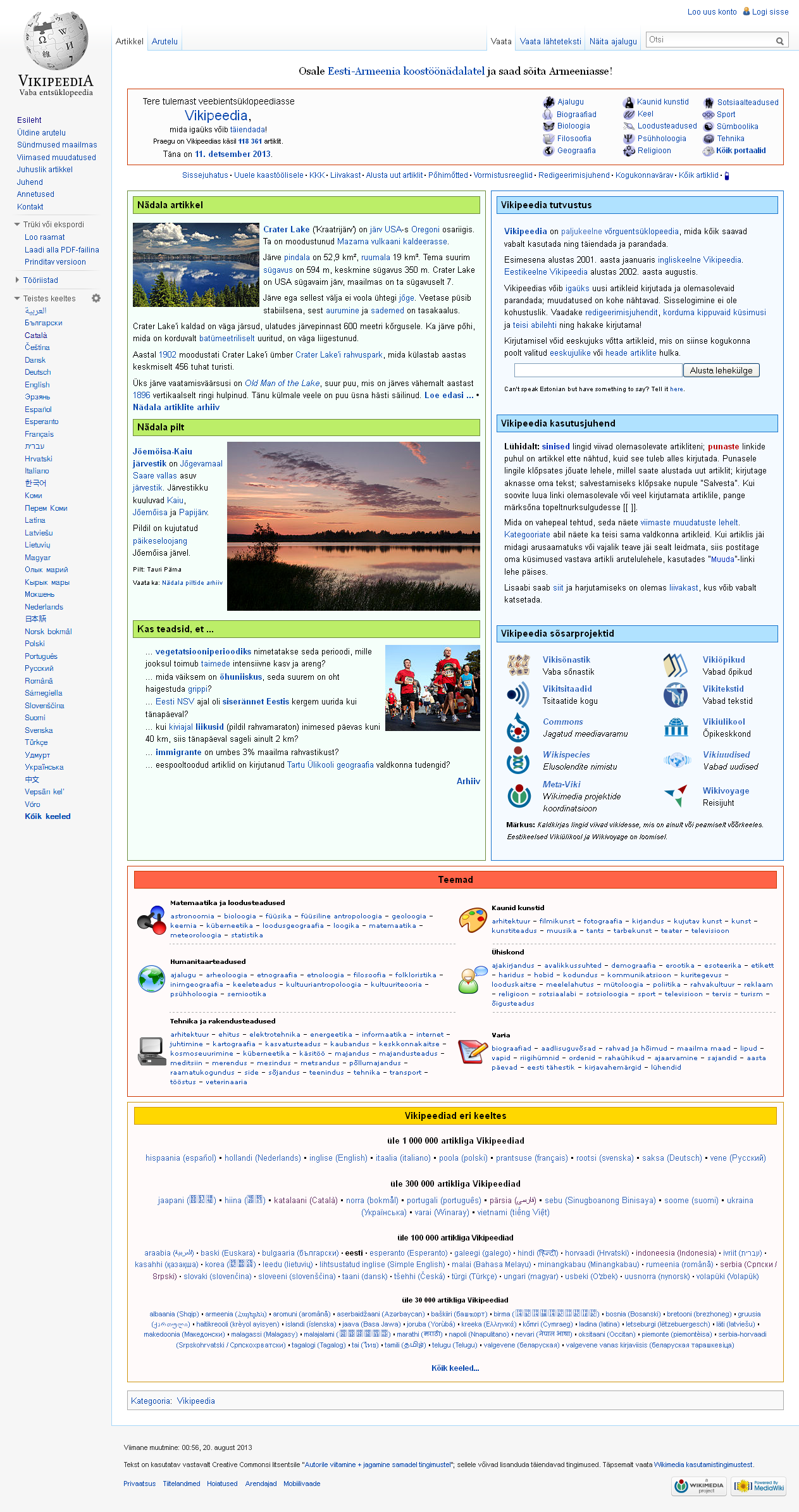
Hauptseite der estnischsprachigen Wikipedia im Jahr 2013
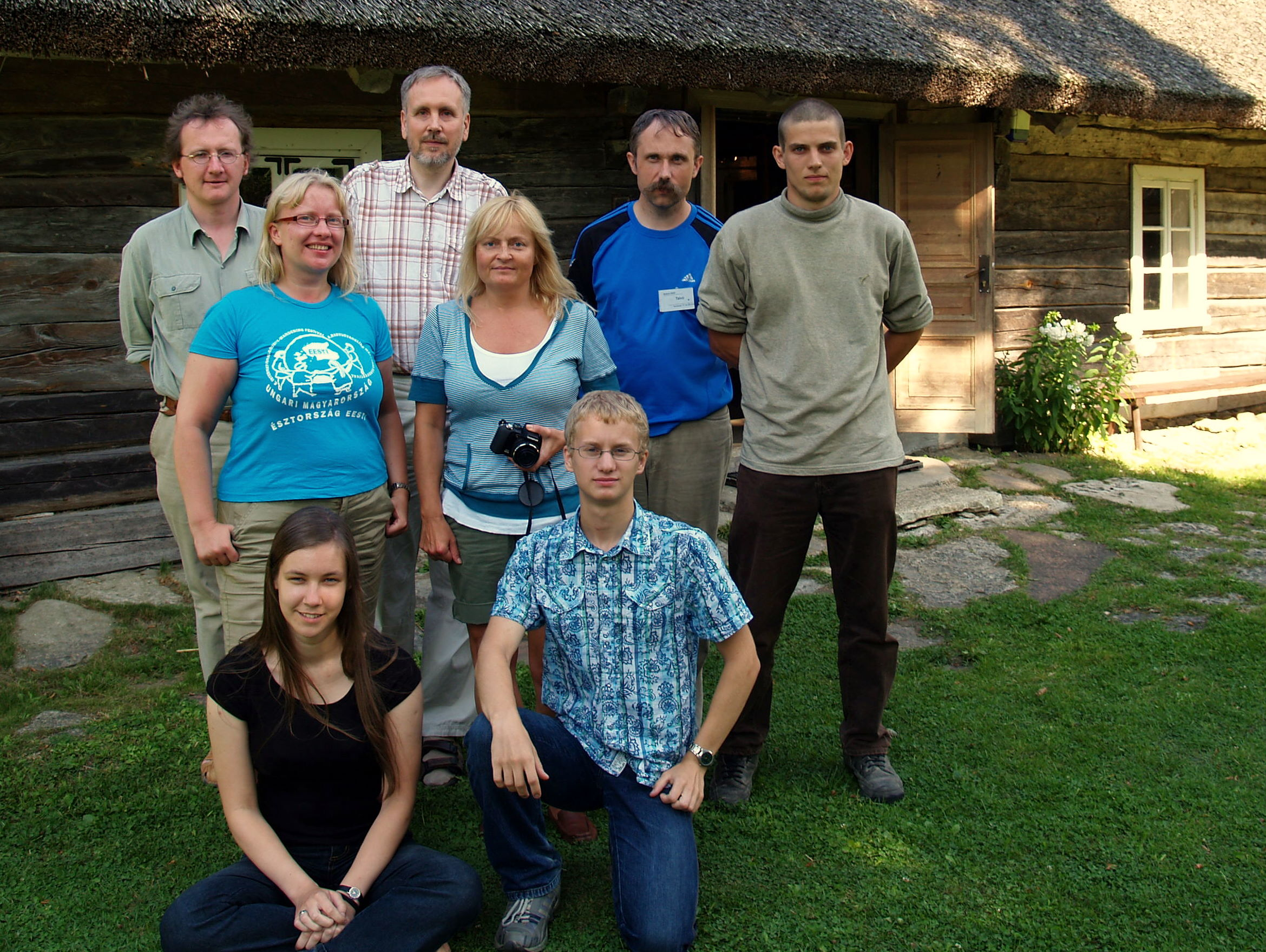
Erstes Wikipedia-Treffen im Jahr 2009
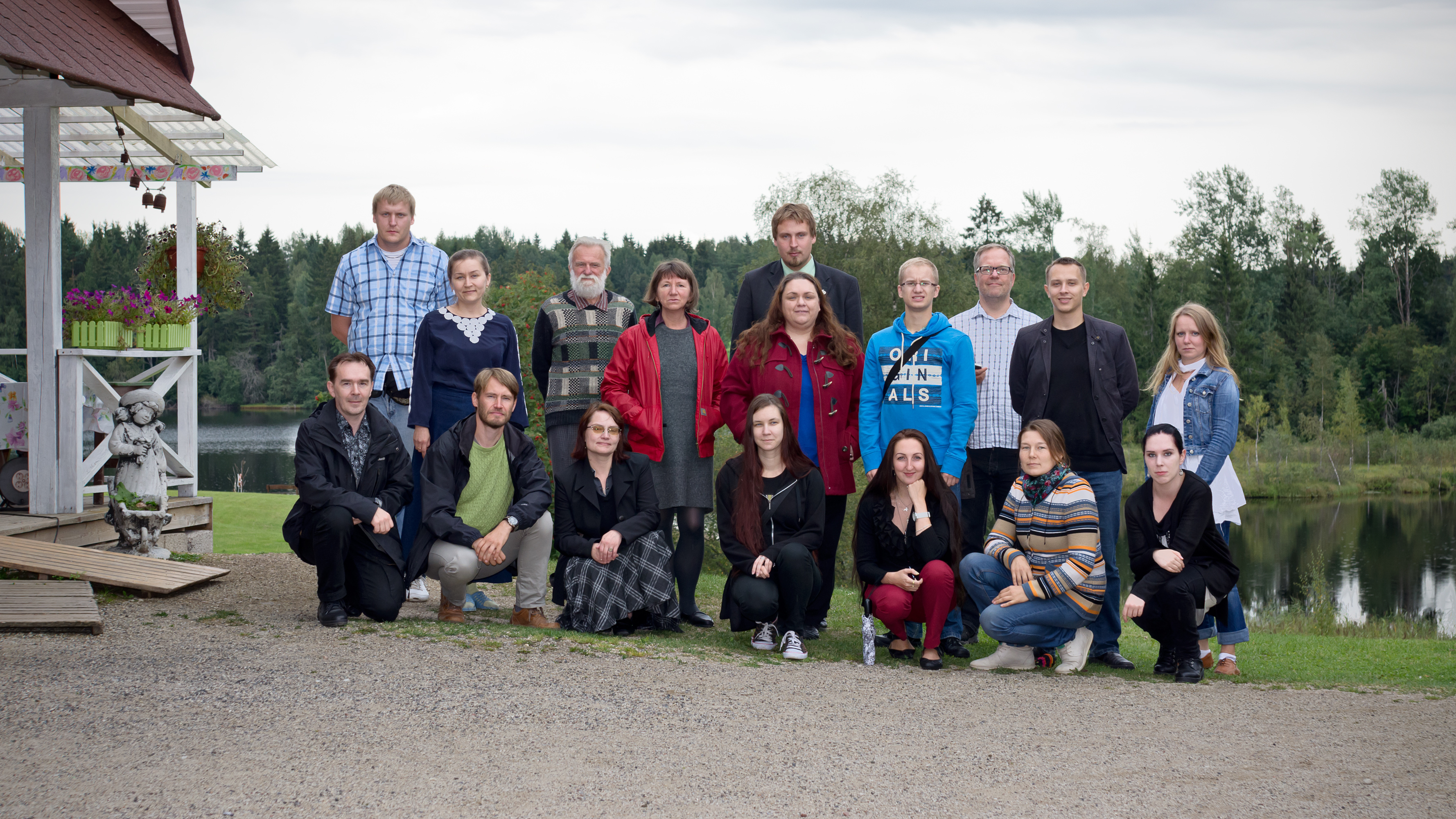
Erstes finno-ugrisches Wikiseminar im Jahr 2014
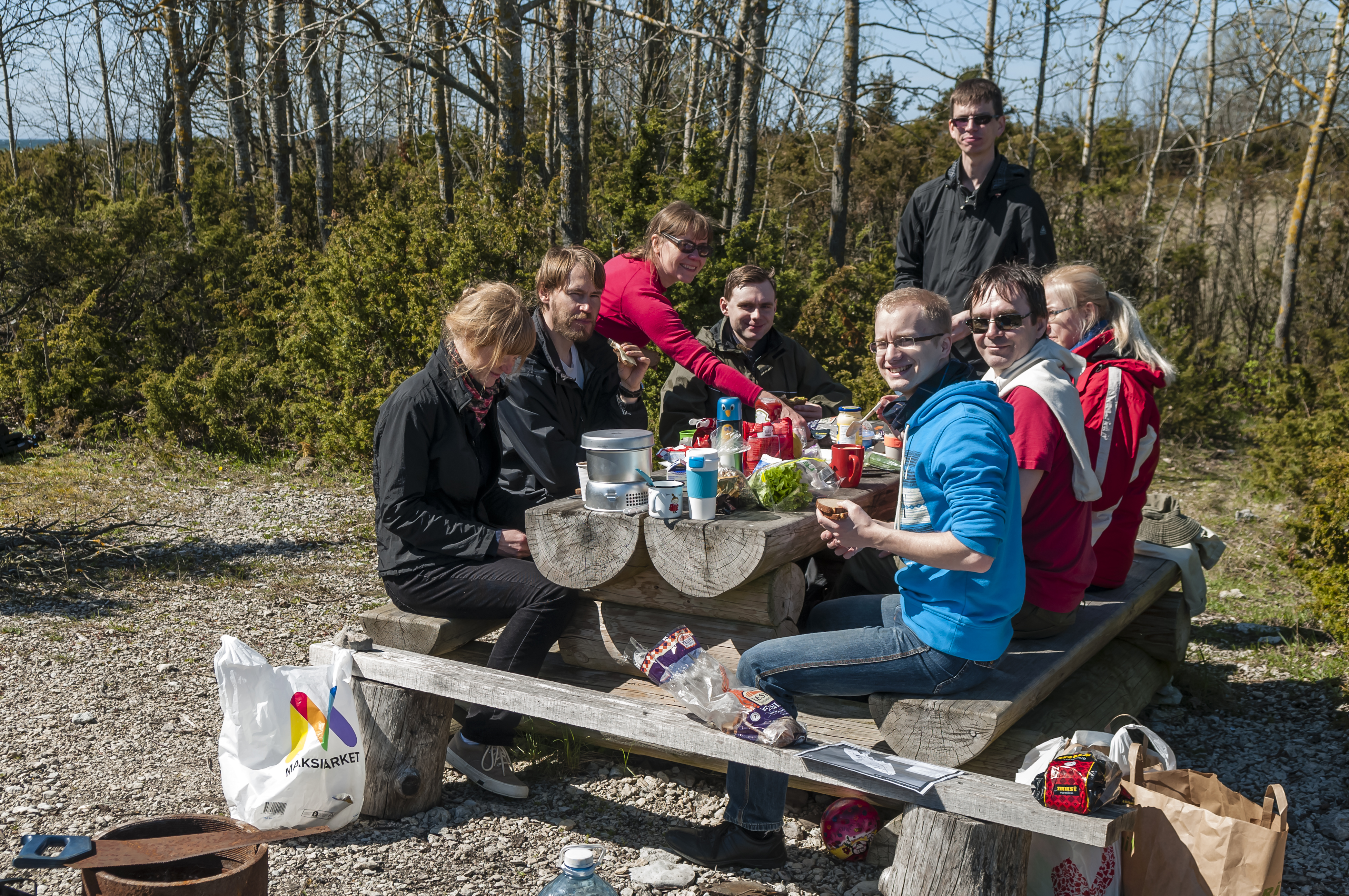
Fototreffen in Osmussaar aus dem Jahr 2015